# Ашининка (язык)
Ашининка (Axininka, Ajyéninka, Ajyíninka Apurucayali, Apurucayali Campa, Ashaninca, Ashéninca Apurucayali, «Axininka Campa», «Campa») — находящийся под угрозой исчезновения аравакский язык (диалект ашанинка), на котором говорит народ кампа (ашанинка), который проживает на притоке Апурукаяли реки Пачитеа в Перу. Также ашанинка взаимопонимаем для разновидностей языка ашенинка.

## Ссылка
- Апурукаяли на Ethnologue